# Нигрос
Нигрос (Amatitlania nigrofasciata) је рибља врста из породице Циклида, која настањује Централну Америку. Ова врста изузетно је популарна акваријумска риба, а такође била је предмет бројних истраживања.

## Таксономија и опис
Природњак Алберт Гантер првобитно је описао ову врсту 1867. године, након што су њене примерке прикупили Фридрик Дукен Гудман и Осберт Салвин у Централној Америци. Године 2007. врсте је премештена из рода Archocentrus у род Amatitlania, међутим, на основу студије 2008. године коју је водио Олдрих Рикан ова врста премештена је у род Hypsophrys. Ова врста настањује воде широм света. Неки од данашњих регионалних риба ове врсте данас се сматрају различитим врстама.
Расти Висел је нашао неколико примерака ове врсте које су другачијег изгледа. Врста настањује воде од Хондураса до Костарике, као и воде Ел Салвадора, до Пафицика и Гватемале на обали Атлантског океана. Постоји низ синонима за ову врусту као што су Archocentrus nigrofasciatus, Cichlasoma nigrofasciatum, Cryptoheros nigrofasciatus и Heros nigrofasciatus. Ова врста рибе има црне пруге по телу, па се некада назива и „црно-пругаста риба”. Нигрос има осам или девет црних вертикалних пруга на плаво-сивом телу, заједно са мрљом на оперкулу.
Млади примерци ове врсте су мономорфни док не достигну полну зрелост. Мужјак је углавном сив са светлим црним пругама дуж тела. Мужјаци су већи од женки и имају израженија вентрална, дорзална и анална пераја које се често шире у нитне. Уз то, старији мужјаци често развијају квржице на челу. Женка нигроса је више обојена, има интерзивније црне штрафте по телу и ружичасто-наранџасту боју у вентралној регији и на леђном перају. По извештајима, ова врста највише може да порасте до 12 цм. Телесна тежине рибе је око 34 до 36 грама. Обојеност ове врсте је узрокована мутацијом гена и рецесивно се наслеђује.

## Станиште и размножавање
Нигрос води порекло из језера и потока Централне Америке. Настањује источне обале Централне Америке од Гвателаме до Костарике, као и западну обалу Хондураса, све до Панаме. Ова врста преферира отворене воде и најчешће се налази у стаништима као што су стене или увале. На четири природна станишта у Костарики утврђено је да се њихова пХ вредност креће у распону од 6,6 до 7,8. Дневна температура воде на овом станишту била је 26–29 °C. Нигроси су прилично толерантни на хладну воду, а настањују и неке воде на надморским висинама до 1500 метара. Врста такође настањује воде Аустралије, где се може нађи у топлим отпадним водама електрана у Викторији и Квинследу. Такође, настањују Перт у западној Аустралији. Поред Аустралије, врста је присутна у Реуниону, Јапану, Мексику, Колумбији, Тајвану и у Сједињеним Америчким Државама. У природним стаништима врста има начин исхране сачињен од ракова, ситних риба, инсеката, црва, разних биљки и алга. Нигрос може испружити чељуст 4,2% своје стандардне дужине што јој омогућава да лакше лови. Лош социјални статус и придружени стрес могу утицати на пробавне функције ове рибе.
Ова врста може достићи сексуалну зрелост већ са 16 недеља, али се сексуална зрелост код њих најчешће јавља након 6 месеци живота. Полно зрели примерци формирају парове и размножавају се у малим пећинама или пукотинама. У дивиљни риба ископава јаме померајући земљу испод камења. Женка лепи своја јаја на камење.
Као и већина циклида, ова врста показује родитељску негу. Јаја се изглегну након 72 сата од оплодње, а од тада родитељи пазе на млади примерак од предатора. У мраку пар препознаје једно друго по мирису, по коме такође препознаје и предатора. Након што се излегну, младим примерцима је потребно још 72 сата да формирају пераја. Партнери остају у заштити својих потомака и помажу им да се прехране, брига о томе може трајати од 4 до 6 недеља, а јавља се само једном у сезони парења код већина женки. Познато је да се ова врста у акваријумима размножава више пута годишње у кратким интервалима од 12 до 13 дана, а своја јаја полажу у стене или сличне површине.
Нигроси су моногамни, а њихово парење може се догодити и пре него што формирају територију. Сексуални избор код ове врсте зависи од густине насељености ове врсте, када је била већа, женке су више времена бирале свог партнера. Женка увек бира већег од два мужјака или оног који победи у борби. Величина мужјака кључна је у одвраћању предатора, па је то један од разлога што женка бира крупнију јединку. Доказано је да се борбе око женки брзо завршавају и без много физичког контакта. Мужјак и женка су доста усресређени на своје потомство, а студије су доказале њихову координацију. Женка има тенденцију да остане са леглом и обавља активности као што су храњење потомвства, док мужјак плива око подруја и одвраћа предаторе од њега. Оба родитеља су у стању да извршавају заштиту својих потомака. Ако се деси да неко од њих страда, један родитељ довољно је способан да одгаји свој потомке.
Познато је да је ова врста изузетно агресивна и територијална при узгоју потомства. Због њихове агресивне природе, Нигроси се проучавају како би се истражили потенцијални фактори који изазивају ово понашање. Своју агресивност показују брзим пливањем или угризом других риба, а доказано је да параметри попут промене температуре могу утицати на њихову агресвију. Нигроси који настањују воде температуре 30 °C су агресивнији од оних који живе у водама до 26 °C. То се може објаснити чињеницом да се они размножавају на местима где је температура воде 30 °C.

## Брига у акваријуму
Акваријуми опремљени за ову врсте рибе треба да имају дно слично оном у природном станишту и да садрже стене и вештачке пећине, како би се нигроси размножавали. Већина биолога сматра да пар ове врсте риба треба да се држи у акваријуму већем од 80 литара.
Врста једе разнолику храну, укључујући водене биљке. Током размножавања су доста агресивни и тетиторијални, а због склоности копања, филтрирање воде је боље од система подземних филтера у акваријуму. Врста је релативно мала па се лако узгаја. Узгој ових врста је једноставан уз добар квалитет исхране и чисту воду. Због њиховог плодног узгоја постоји велика потражња за овом врстом.